# 内的再構
内的再構（ないてきさいこう、internal reconstruction）とは、比較言語学・歴史言語学において、同じ系統に属する言語間の比較によってではなく、その言語内のある時点での形の分析から、その言語の記録以前の形を推定しこれを構築する働きかけのことであり、また方法のことである。内的再建法ともいう。

## 概要
内的再構では異形態の分析が重要な役割を果たすことが多い。
比較方法では説明のつかない問題が内的再構によって解明されることがある。その一方で、内的再構はその言語の先史を部分的に明かにするだけで、比較方法のように祖語を体系的に再建することはできない。

## 歴史言語学の方法として
内的再構は、同系統（同じ語族や語派である）であるという証明がまだされていない二つの言語同士を比べる際、非常に重要な過程になる。同系統ということは以前のある時点で同じ形であったということなので、内的再構のみで二つの言語の過去の形を構築してみてそれらが同じになれば同系統であることが証明されるし、ある程度似た形であれば同系統である証明に近づいたことになり、逆に似ても似つかないものになってしまったら同系統である望みはほぼ絶たれているという事になる。
ここでもし内的再構を踏まえずに二つの言語の現在の形同士を比べてしまうと、例えば地理的に近い言語同士であるために起こった語彙の借用や文法が似てきてしまうといった、実際に同系統であるかどうかとは関係のない要素も、その類似がゆえに同系統である、という安易な主張の礎になってしまいかねない。

## 方言への適用
方言に適用可能な歴史言語学の再構方法は、三つある。比較方言学と方言地理学と内的再構である。「内的再構」という方法は一体系内の形態音韻論的変化を手がかりに、古い音韻状況を再構する方法である。比較方法の本領は、文献の残っていない時期についての言語状態の推定にある。更に比較方法は、内的再構や言語地理学とあいまって変化の相対年代についての推定を許す。相対年代は、日本語の方言全体を含めた日本語史の再構成に、役立ちうる。琉球方言の母音については、かつては五母音の区別があったことが証明された。また山形県鶴岡市では、二音節名詞第四・五類の語のアクセントが、二音節目の母音がｅ，ａ，ｏのように広いときに限り、頭高の●〇から尾高の〇●に変化した。ところが母音ｕで終わる「露」もツユ〇●に変化しており、例外をなす。このことから、かつては「ユ」の母音が広かったのではないかと推定される。江戸時代の文献を見るとユがヨに発音されたことが知られる。ここから、鶴岡ではかつてユ―→ヨの変化があり、このあと●〇―→〇●というアクセント変化があったという相対年代が推定される（更にそのあと共通語化または音韻変化の回帰により、ヨ―→ユに戻った）。同じように、様々の言語現象の起った相対年代を推定することにより、例えば東北方言や、鹿児島方言の一部における母音間のカ行タ行子音の有声化は、五段動詞の音便形の成立よりも後に起こったと言える。以上、比較方言学の実際の適用例を示してみた。琉球方言も入れると思いがけない成果が生れる。音韻以外に語彙・文法についても、後世になるほど使い分けが細分化されるという前提にたって、いくつかの方言体系を比較して古い段階を復元できる可能性があるが、逆の変化もありうるので、危険である。